# Titularbistum Candyba
Candyba (ital.: Candiba) ist ein Titularbistum der römisch-katholischen Kirche.
Es geht zurück auf einen untergegangenen Bischofssitz in der antiken Stadt Kandyba in der kleinasiatischen Landschaft Lykien. Der Bischofssitz war der Kirchenprovinz Myra zugeordnet.
| Titularbischöfe von Candyba |                        |                                                                      |               |                  |
| Nr.                         | Name                   | Amt                                                                  | von           | bis              |
| 1                           | Teofil Bromboszcz      | Weihbischof in Kattowitz (Polen)                                     | 24. März 1934 | 12. Januar 1937  |
| 2                           | Jacques Pessers SVD    | Apostolischer Vikar von Niederländisch-Timor (Niederländisch-Indien) | 1. Juni 1937  | 3. April 1961    |
| 3                           | Gerald Francis O’Keefe | Weihbischof in Saint Paul (USA)                                      | 5. Mai 1961   | 20. Oktober 1966 |